# En vivo desde El Coloso de Reforma
En vivo desde el coloso de reforma es un álbum en vivo de la banda sinaloense mexicana La Arrolladora Banda El Limón de René Camacho, lanzado el 24 de junio de 2014 por el sello Disa. El álbum se compone de veinte canciones interpretadas en vivo y dos canciones grabadas en estudio; «Me dejaste acostumbrado» una canción inédita y «Cosas que nunca te dije» incluida en su anterior álbum Gracias por creer en 2013.

## Sencillos
«Me dejaste acostumbrado» es el primer sencillo y único sencillo del álbum lanzado el 13 de mayo de 2014. La canción fue compuesta por José Alberto Izunza más conocido como Joss Favela y Luciano Luna. Con este sencillo La Arrolladora dio a conocer a su nuevo vocalista Vincen Melendres.

## Lista de canciones
| N.º     | Título                                  | Escritor(es)                       | Duración |  |
| 1.      | «Pa'lla y pa'ca»                        | Miguel Ángel Rivera                | 3:09     |  |
| 2.      | «El ruido de tus zapatos»               | Espinoza Paz                       | 4:31     |  |
| 3.      | «La suata»                              | Oswaldo Silva Carreón              | 2:33     |  |
| 4.      | «Ya no te buscaré»                      | Horacio Palencia                   | 3:07     |  |
| 5.      | «Te prometo»                            | Horacio Palencia                   | 3:41     |  |
| 6.      | «Llamada de mi ex»                      | Ariel Barreras                     | 3:14     |  |
| 7.      | «¿Qué me vas a dar si vuelvo?»          | Ramón Ortega · Alfonso García      | 4:30     |  |
| 8.      | «Como pez en el agua»                   | Horacio Palencia                   | 2:59     |  |
| 9.      | «No regresaré»                          | Jorge Medina · Fernando Camacho    | 3:59     |  |
| 10.     | «Y que quede claro»                     | Horacio Palencia                   | 5:49     |  |
| 11.     | «Ya es muy tarde»                       | Horacio Palencia                   | 3:18     |  |
| 12.     | «Siempre estás tú»                      | Horacio Palencia                   | 3:46     |  |
| 13.     | «El rengo»                              | Teodoro Bello                      | 3:14     |  |
| 14.     | «Entrégame tu amor»                     | Wilfran Castillo                   | 3:42     |  |
| 15.     | «Si yo te contará»                      | Espinoza Paz                       | 2:19     |  |
| 16.     | «De ti exclusivo»                       | Horacio Palencia                   | 1:56     |  |
| 17.     | «Sobre mis pies»                        | Espinoza Paz                       | 2:14     |  |
| 18.     | «El final de nuestra historia»          | Daimer Sierra                      | 2:10     |  |
| 19.     | «Ya no volverás»                        | Wilfran Castillo                   | 4:33     |  |
| 20.     | «Cuéntame»                              | Pepe Garza                         | 1:47     |  |
| 21.     | «Me dejaste acostumbrado» (Bonus track) | José Alberto Izunza · Luciano Luna | 2:31     |  |
| 22.     | «Cosas que nunca te dije» (Bonus track) | José Luis Roma                     | 3:49     |  |
| 1:13:00 |                                         |                                    |          |  |